# Pax

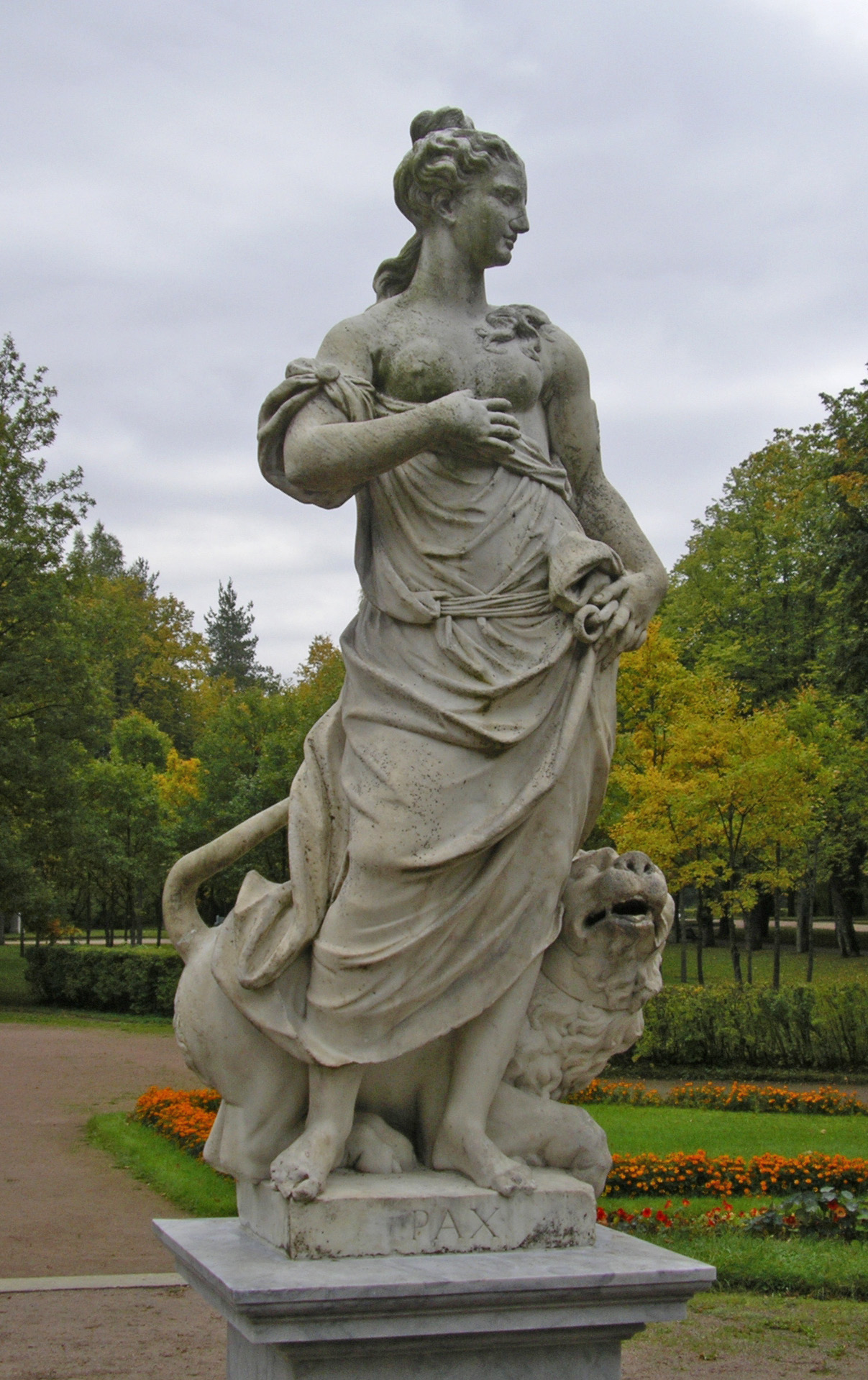
Pax, estátua no jardim do Palácio de Pavlovsk

Pax era a deusa da paz em Roma (na Grécia era conhecida como Irene), reconhecida como deusa durante o governo de Augusto. No Campo de Marte, teve um templo chamado de Ara Pacis, e um outro templo no Fórum da Paz. Era pintada pelos artistas com ramo de oliva, um cornucópia e um cetro. O festival em sua honra era em 3 de janeiro.